# Komentator liturgiczny
Komentator liturgiczny – funkcja liturgiczna w zwyczajnej formie rytu rzymskiego sprawowana przez osobę świecką. Komentator objaśnia liturgię i przekazuje pouczenia. Stoi przed wiernymi, ale nie na ambonie. Osoba pełniąca tę funkcję jest najczęściej wyznaczana na czas obrzędów Wielkanocnych i ważnych świąt.